# Casa de la Sardana
La Casa de la Sardana és un equipament sociocultural, situat al carrer Pou de la Figuera número 15 de Barcelona, que recull un nombre significatiu d'entitats sardanistes d'àmbit nacional, territorial i municipal barceloní.
En l'actualitat, tenen seu a la Casa de la Sardana les següents entitats:
- Confederació Sardanista de Catalunya
- Agrupació Cultural Folklòrica Barcelona
- ADIFOLK
- Obra del Ballet Popular
- Comissió d'Aplecs Sardanistes de les Comarques Barcelonines
- Coordinadora d'Entitats Sardanistes de Barcelona
- Federació Sardanista de les Comarques Barcelonines
- Foment de la Sardana de Barcelona
- Fundació Universal de la Sardana
- Unió d'Aplecs Sardanistes de Catalunya

L'equipament va ser inaugurat l'any 2017 a l'edifici de la que era anteriorment la seu de l'Agrupació Cultural Folklòrica Barcelona, una de les entitats que encara en forma part.
A més de les oficines necessàries per a les tasques administratives de totes les entitats que comparteixen el local, la Casa de la Sardana disposa d'una biblioteca, una fonoteca i una sala polivalent que permet la celebració de cursets, assaigs de colles, conferències, presentacions de llibres, assemblees, concerts de petit format, etc.
És un lloc dedicat a la sardana en tots els seus vessants on s'optimitzen recursos, es potencien les dinàmiques de cada entitat, es fomenta el treball en comú, el debat i la unitat de criteris. Alhora, també ofereix informació sobre la sardana o les seves entitats a tots els particulars que s'hi adrecin.
La Casa de la Sardana forma part de la xarxa municipal 'Cases de la Festa' de l'Ajuntament de Barcelona.